# Testimoni de gel

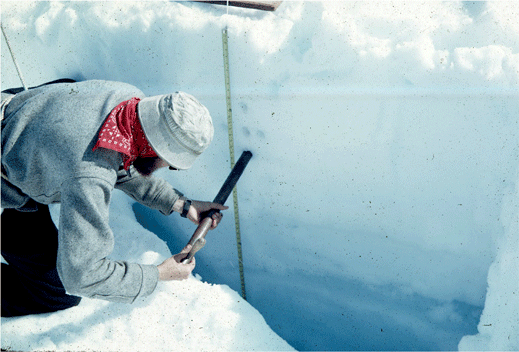
Mostreig de la superfície de la glacera Taku, a Alaska.

Un testimoni de gel (també anomenat nucli de gel) és una mostra de l'acumulació de neu i gel al llarg de molts anys que s'ha recristal·litzat i ha atrapat bombolles d'aire de períodes passats. La composició d'aquests nuclis de gel, especialment la presència d'isòtops d'hidrogen i oxigen, proporcionen una imatge del clima del moment.

Testimoni de gel GISP2 a 1.837 metres de profunditat amb les marques anuals clarament visibles.

Com que les molècules d'aigua que contenen isòtops més pesats mostren una menor pressió de vapor, quan la temperatura cau, les molècules d'aigua més pesades es condensen més ràpidament que les molècules d'aigua normals. Les concentracions relatives d'isòtops pesats en el condensat indiquen la temperatura de condensació del moment, cosa que fa que els nuclis de gel es puguin utilitzar com a testimonis de la temperatura del moment després de certs supòsits. Juntament amb les concentracions d'isòtops, les bombolles d'aire atrapades als nuclis de gel permeten mesurar les concentracions dels gasos en l'atmosfera, incloent gasos amb efecte d'hivernacle com el diòxid, el metà o l'òxid nitrós.
Els testimonis de gel contenen abundant informació del clima. Les partícules de pols, cendra, bombolles del gas atmosfèric i les substàncies radioactives romanen a la neu de cada any a través del gel.